# آلان مرعب
عبد الله جوزف مرعب (11 ديسمبر 1947  - 24 يوليو 2005) المشهور بألان مرعب ولقبه ملك الهوارة ، فنان شعبي لبناني ولد في العاقورة إحدى قرى جبل لبنان اشتهر بتقديم غناء الهوارة والعتابا والهويدلك والدلعونة.

## سيرته الذاتية
آلان مرعب واسمه الحقيقي عبد الله مرعب من بلدة العاقورة الجبلية، اتجه في شبابه إلى اختصاص بعيد من الموسيقى والرقص، كما هي حال كثير من الفنانين اللامعين، واختار الهندسة الداخلية، لكن انضمامه إلى فرقة روميو لحود عام 1968، ومشاركته للمرة الأولى في عمل «القلعة» في مهرجانات بعلبك، كانا نقطة التحول الأساسية في حياته، فأصبح نجم المسارح في عشرات الأعمال التي شارك فيها مع روميو لحود، الذي جمعته به أيضا علاقة مصاهرة، بعد زواج آلان مرعب من شقيقة روميو الصغيرة، ناي.

## انضمامه للفرقة
آلان مرعب جال العالم مع فرقة روميو لحود، ووقف على أهم المسارح مثل الأولمبيا، والتياتر دي بوزار وألبرت هول في لندن، وغيرها الكثير. وكلما عادت بنا الذاكرة إلى عمل فني ومسرحي لامع في سبعينيات وثمانينيات القرن الماضي، وجدنا دعسة آلان مرعب في رقصاتها في سنغف سنغف، ياسمين، وليالي زمان، وأعمال الصبوحة التي عاش معها شهر عسل فني، لشدة التناغم بينهما. وأثناء التمرينات لليالي لبنان عام سبعة وثمانين، اقترح عليه روميو لحود الغناء، فكانت أول مشاركة غنائية له لإعادة الفلكلور بصوته.

## حياته العائلية
متزوج من الفنانة ناي لحود ولديه 3 أبناء إلياس وروفايل وعصام وهو فنان مسرحي، وهو شقيق عارضة الازياء اللبنانية وعضو لجنة تحكيم في برنامج ستديو الفن وسوبر ستار تونيا مرعب.

## الوفاة
توفي في 24 يوليو / تموز 2005 بعد صراع طويل مع مرض السرطان كما اكدت زوجته الفنانة ناي لحود.